# Klebér Saarenpää
John Klebér Saarenpaä (Upsália, 14 de dezembro de 1975) é um ex-futebolista e treinador de futebol sueco.

## Carreira
Revelado pelo IK Sirius em 1992, Saarenpää disputou 46 partidas pela equipe até 1995, marcando 2 gols. Jogou também por Djurgården, IFK Norrköping, AaB, IK Sirius (segunda passagem), Hammarby e Vejle. Encerrou a carreira em 2008, quando atuava novamente pelo Hammarby.

## Treinador
Com a carreira de jogador encerrada, estreou como treinador em 2012, no Syrianska, onde permaneceu durante 1 ano. Em 2014, voltou à ativa como assistente no Vejle, e com a demissão do treinador Tonny Hermansen, Saarenpää foi efetivado.

## Seleção Sueca
Pela Seleção Sueca, jogou 11 partidas entre 2000 e 2001. Esteve prestes a disputar a Copa de 2002, mas fraturou a perna esquerda e perdeu a vaga.